# Trójca Święta (obraz El Greca)
Trójca Święta – obraz olejny hiszpańskiego malarza pochodzenia greckiego Dominikosa Theotokopulosa, znanego jako El Greco. Dzieło pierwotnie zdobiło ołtarz kościoła bernardynów Santo Domingo de Silos w Toledo, obecnie znajduje się w muzeum Prado w Madrycie.

## Opis obrazu
Artysta przedstawił Trójcę Świętą w sposób nazywany Pietas Domini. Bóg Ojciec ukazuje ludzkości ciało martwego Syna, a Duch Święty w postaci gołębicy unosi się nad nimi. Centrum kompozycji zajmuje martwe i bezwładne ciało Chrystusa, które podtrzymywane jest przez Boga Ojca. Postać Zbawiciela jest wyidealizowana, na ciele widoczne są rany świadczące o wypełnieniu misji Odkupienia. Bóg Ojciec przedstawiony został jako starszy, potężnie zbudowany mężczyzna z mitrą na głowie, unoszący się nad nimi Duch Święty otoczony jest jaskrawym, żółto-pomarańczowym światłem symbolizującym niebiańską światłość. Kompozycję uzupełniają postacie zatroskanych aniołów, pod nogami Chrystusa i połami płaszcza Boga Ojca widoczne są niewielkie głowy cherubinów.
Kolorystyka obrazu jest żywa, wręcz krzykliwa. Dominują barwy czyste, soczyste, które są nawiązaniem do manieryzmu. Nienaturalnie wydłużone ciało Zbawiciela podkreśla ekspresję sceny i jednocześnie uwypukla sacrum przedstawionej postaci.

## Interpretacje i nawiązania
Wymowa obrazu jest jednoznaczna, malarz przedstawił stosunek Boga do ludzkości, który poświęcił dla niej własnego Syna. El Greco zaakcentował u Chrystusa cnotę posłuszeństwa (pietas), Syn Boży wypełniając wolę Ojca ofiarował siebie dla odkupienia ludzkości.
Według krytyków ułożenie ciała Jezusa nawiązuje do Piety Michała Anioła. Za źródło inspiracji uchodzi również jeden z drzeworytów Albrechta Dürera.